# Antonio Martí Alanis
Antonio Martí Alanis (Alcover, 21 de setembre de 1931 - London (Ontario), 28 de gener de 2007), catedràtic i especialista en literatura espanyola, fou un dels professors més destacats del Departament de Llengua i Literatura Modernes de la Universitat de Western Ontario entre els anys 1966 i 2000, data en la qual es va jubilar. Home eminentment polifacètic i amant de la natura, va ser pare d'Alex i Daniel i germà del que va ser bisbe d'Urgell i copríncep d'Andorra, Joan Martí Alanis, amb el qual va poder compartir riques i llargues experiències, a causa dels seus recessos andorrans. La seva carrera professional va destacar per la consecució, el 1972, del Premi Nacional de Literatura «Menéndez Pelayo» gràcies a la seva tesi doctoral, titulada «La preceptiva retòrica espanyola en el Segle d'Or».